# Philippe Benassaya
Pour les articles homonymes, voir Benassaya.
 (mars 2014).
Si vous disposez d'ouvrages ou d'articles de référence ou si vous connaissez des sites web de qualité traitant du thème abordé ici, merci de compléter l'article en donnant les références utiles à sa vérifiabilité et en les liant à la section « Notes et références ».
Philippe Benassaya, né le 4 août 1964 à Pantin, est un essayiste, communicant et homme politique français. Il est député de la onzième circonscription des Yvelines du 28 septembre 2020 au 21 juin 2022.

## Biographie

### Jeunesse et formation
Père de deux enfants, il vit actuellement à Bois d'Arcy, dans les Yvelines.
Ses parents, Français rapatriés d'Algérie, ont quitté ce pays en 1962. Son père, Daniel Benassaya, professeur de mathématiques et conseiller de Paris, est décédé en 1984, à l'âge de 50 ans, dans un accident de voiture, lors d'une mission pour la Ville de Paris aux Jeux olympiques de Los Angeles. Sa mère, responsable d'un organisme public parisien, a eu deux autres fils : l'un avocat ; l'autre pharmacien-biologiste possédant un laboratoire d'analyses médicales.
Philippe Benassaya a tout d'abord vécu dans le 13e arrondissement de Paris, où son père était élu. Il a fréquenté l'école primaire de la rue Damesme. Il a fait ses études secondaires au lycée Janson-de-Sailly, puis en Italie, à Terni (Ombrie) pendant deux ans, enfin de retour à Paris au lycée Molière.
Diplômé d'histoire (DEA) de l'université Paris-Sorbonne, ses études l'ont conduit à se spécialiser dans la période de la Troisième République, notamment celle allant de 1870 à 1914.

### Parcours professionnel
Après ses études, Philippe Benassaya entre, en 1989, à la Caisse des dépôts et consignations, à la Mission des travaux historiques, où il participe aux projets liés aux commémorations du bicentenaire de la Révolution française.
De 1991 à 1996, il est journaliste indépendant.
En 1998, il devient attaché parlementaire d'Anne-Marie Idrac, secrétaire d'État aux Transports et députée des Yvelines, avant d'être le directeur de cabinet du maire de Clamart (2000-2001), puis de celui d'Orsay (2001-2004).
Il crée, en 2005, sa propre entreprise dans la communication publique, « Philippe Benassaya Consultants ». Il se spécialise dans la rédaction de supports pour les collectivités et le monde politique en général.
Depuis 2006, il est cadre dans la fonction publique territoriale, en tant que directeur de la communication de la ville d'Élancourt (78).

### Engagement politique et militant
Dès l'âge de 16 ans, il entre au Comité des Quinze, une association humanitaire spécialisée dans l'aide aux Refuzniks d'URSS.
Il entre à l'UDF dès la fin des années 1980. Il devient président des Jeunes UDF de Paris, puis membre du bureau politique national. En 1995, il rejoint l'équipe de campagne de Jacques Chirac. Il quitte l'UDF en 2007 au moment de la création du Mouvement démocrate (MoDem) de François Bayrou. Il est actuellement membre des Républicains. Il a été, il y a plusieurs années, candidat aux élections régionales, européennes et municipales.
Candidat aux élections municipales de mars 2014 à Bois-d'Arcy, il est élu au premier tour avec 57,43 % des voix et succède ainsi au socialiste Claude Vuilliet. Il est réélu maire dès le premier tour des élections municipales de mars 2020.
Le 27 septembre 2020, il est élu député de la 11e circonscription des Yvelines à l'issue de l'élection partielle organisée après la démission de Nadia Hai.
Il se représente aux législatives de 2022 et est éliminé dès le premier tour avec 17,90 % des suffrages exprimés.

## Publications
Philippe Benassaya est l'auteur de trois ouvrages politiques et historiques. Il a publié un recueil sur les 100 ans de la laïcité : 1905-2005 : Un siècle de liberté et de respect (2005), puis, en 2007, un essai politique, Les Hussards perdus de la République, qui retrace la saga des libéraux français, de Giscard à Léotard en passant par Madelin.
Il est également directeur de la collection Les Années... chez Bourin Éditeur, qui retrace l'histoire des chefs d’État sous la Ve République. Il en a écrit le premier tome : Les Années Giscard (2011).